# Camponotus putatus
Camponotus putatus é uma espécie de inseto do gênero Camponotus, pertencente à família Formicidae.